# 邻域系

## 定义
{\displaystyle X}的映射{\displaystyle {\mathfrak {U}}:X\to P(P(X))}（{\displaystyle P(P(X))}指{\displaystyle X}的幂集的幂集）。这样{\displaystyle {\mathfrak {U}}}将{\displaystyle X}的每个点{\displaystyle x}映射至{\displaystyle X}的子集族{\displaystyle {\mathfrak {U}}(x)}。{\displaystyle {\mathfrak {U}}(x)}称为{\displaystyle x}的邻域系（或称邻域系统，{\displaystyle {\mathfrak {U}}(x)}的元素称为{\displaystyle x}的邻域），当且仅当对任意的{\displaystyle x\in X}，{\displaystyle {\mathfrak {U}}(x)}满足如下邻域公理：
- U1：若{\displaystyle U\in {\mathfrak {U}}(x)}，则{\displaystyle x\in U}。
- U2：若{\displaystyle U,V\in {\mathfrak {U}}(x)}，则{\displaystyle U\cap V\in {\mathfrak {U}}(x)}。（邻域系对邻域的有限交封闭）。
- U3：若{\displaystyle U\in {\mathfrak {U}}(x)}，{\displaystyle U\subseteq V\subseteq X}，则{\displaystyle V\in {\mathfrak {U}}(x)}。
- U4：若{\displaystyle U\in {\mathfrak {U}}(x)}，则存在{\displaystyle V\in {\mathfrak {U}}(x)}，使{\displaystyle V\subseteq U}且对所有{\displaystyle y\in V}，有{\displaystyle V\in {\mathfrak {U}}(y)}。

从邻域出发定义其它拓扑空间的基础概念：
- 从邻域定义开集：{\displaystyle X}的子集{\displaystyle O}是开集，当且仅当对任意{\displaystyle x\in O}，有{\displaystyle O\in {\mathfrak {U}}(x)}。（{\displaystyle O}是其中每个点的邻域）。
- 从邻域定义开核：{\displaystyle X}的子集{\displaystyle A}的开核{\displaystyle A^{\circ }=\{x|\exists U\in {\mathfrak {U}}(x),U\subseteq A\}}。
- 从邻域定义闭包：{\displaystyle X}的子集{\displaystyle A}的闭包{\displaystyle {\overline {A}}=\{x|\forall U\in {\mathfrak {U}}(x),U\cap A\neq \varnothing \}}。

参照滤子的定义。给定点x，其邻域系{\displaystyle {\mathfrak {U}}(x)}恰构成了一个滤子，称为邻域滤子。

## 邻域基
点{\displaystyle x}的邻域基或局部基{\displaystyle {\mathcal {B}}(x)}，就是邻域滤子{\displaystyle {\mathfrak {U}}(x)}的滤子基。它是{\displaystyle {\mathfrak {U}}(x)}的子集，满足：每个x的邻域 {\displaystyle U} 都存在{\displaystyle B\in {\mathcal {B}}(x)}，使{\displaystyle B\subseteq U}。
（{\displaystyle {\mathcal {B}}(x)\subseteq {\mathfrak {U}}(x)}，使{\displaystyle \forall U\in {\mathfrak {U}}(x)}，{\displaystyle \exists B\in {\mathcal {B}}(x):B\subseteq U}）
反之，给出邻域基{\displaystyle {\mathcal {B}}(x)}，可以反推出相应的邻域滤子：{\displaystyle {\mathfrak {U}}(x)=\{U|\exists B\in {\mathcal {B}}(x),B\subseteq U\subseteq X\}}。

## 例子
- 一个点的邻域系也平凡的是这个点的邻域基。

- 若拓扑空间X是不可分拓扑，则任何点 x 的邻域系是整个空间{\displaystyle {\mathcal {V}}(x)=\{X\}}

- 在度量空间中，对于任何点 x，围绕 x 有半径 1/n 的开球序列形成可数邻域基 {\displaystyle {\mathcal {B}}(x)=\{B_{1/n}(x);n\in \mathbb {N} ^{*}\}}。这意味着所有度量空间都是第一可数的。

- 在半赋范空间中，就是带有由半范数引发的拓扑的向量空间，所有邻域系统可以通过点 0 的邻域系统的平移来构造，

{\displaystyle {\mathcal {V}}(x)={\mathcal {V}}(0)+x}。
这是因为向量加法在引发的拓扑中是分离连续的。所以这个拓扑确定自它的在原点的邻域系。更一般的说，只要拓扑是通过平移不变度量或伪度量定义的以上结论就是真的。
- 非空集合 A 的所有邻域系是叫做 A 的邻域滤子的滤子。

- 拓扑空间 X 中所有点 x 的局部基的并集是 X 的基。